# Селютина, Ираида Яковлевна
Ираи́да Я́ковлевна Селю́тина (род.30 октября 1945, Курская область) — российский лингвист, доктор филологических наук.

## Биография
Работает в Институте филологии СО РАН, заведующая лабораторией экспериментально-фонетических исследований, сектор языков народов Сибири. Входит в редколлегию научного журнала «Сибирский филологический журнал», входящий в Перечень ведущих рецензируемых научных журналов и изданий, выпускаемых в Российской Федерации, в которых должны быть опубликованы основные результаты диссертаций на соискание ученой степени кандидата и доктора наук. Профессор кафедры языков и фольклора народов Сибири гуманитарного факультета Новосибирского государственного университета, профессор кафедры алтайского языка и литературы Горно-Алтайского государственного университета.
Сфера научных интересов: языки народов Сибири, тюркские языки, фонетика, фонетическая типология, артикуляционно-акустическая база этноса.
Тема кандидатской диссертации: Кумандинский консонантизм (экспериментально-фонетическое исследование), специальность 10.02.06. — Тюркские языки, 1980 г., место защиты: Институт языкознания Академии наук Казахской ССР, г. Алма-Ата.
Тема докторской диссертации: Фонетика языка кумандинцев как историко-лингвистический источник (экспериментально-фонетическое исследование), специальность 10.02.06. — Тюркские языки, 2000 г., место защиты: Институт гуманитарных исследований Академии наук Республики Саха (Якутия) РАН.
В числе других деятелей науки подписала петицию в адрес Государственной Думы РФ против реформы РАН.
Считает, что «процесс постепенной ассимиляции языков малых народов — конечно, процесс объективный. Но если у представителей этих народов есть желание сохранить родной язык, культуру, традиции; если есть воля к тому, чтобы предпринять какие-то действия в этом направлении, то наша задача — помочь им в этом».

## Основные работы
Автор более 200 научных трудов, включая монографии, учебные пособия, статьи в ведущих научных журналах (в том числе «Вопросы языкознания», «Советская тюркология» и др.); автор ряда статей для «Исторической энциклопедии Сибири».
Основные монографические исследования:
- Селютина И. Я. Кумандинский консонантизм (экспериментально-фонетическое исследование). Новосибирск: Наука, Сибирское отделение, 1983. 183 с.
- Селютина И. Я. Кумандинский вокализм. Экспериментально-фонетическое исследование. Новосибирск: «Сибирский хронограф», 1998. 184 с.
- Селютина И. Я. Фонологические системы языков народов Сибири / Новосиб. гос. ун-т. Новосибирск, 2004. 100 с.
- Селютина И. Я. Фонетические процессы в языках народов Сибири как результат языковых взаимодействий // Аспекты алтайского языкознания (Материалы Тенишевских чтений-2007). М., 2007. С. 167—179.

Анализ основных работ и список всех представлен на страничке ИФ СО РАН